# Auto de fe

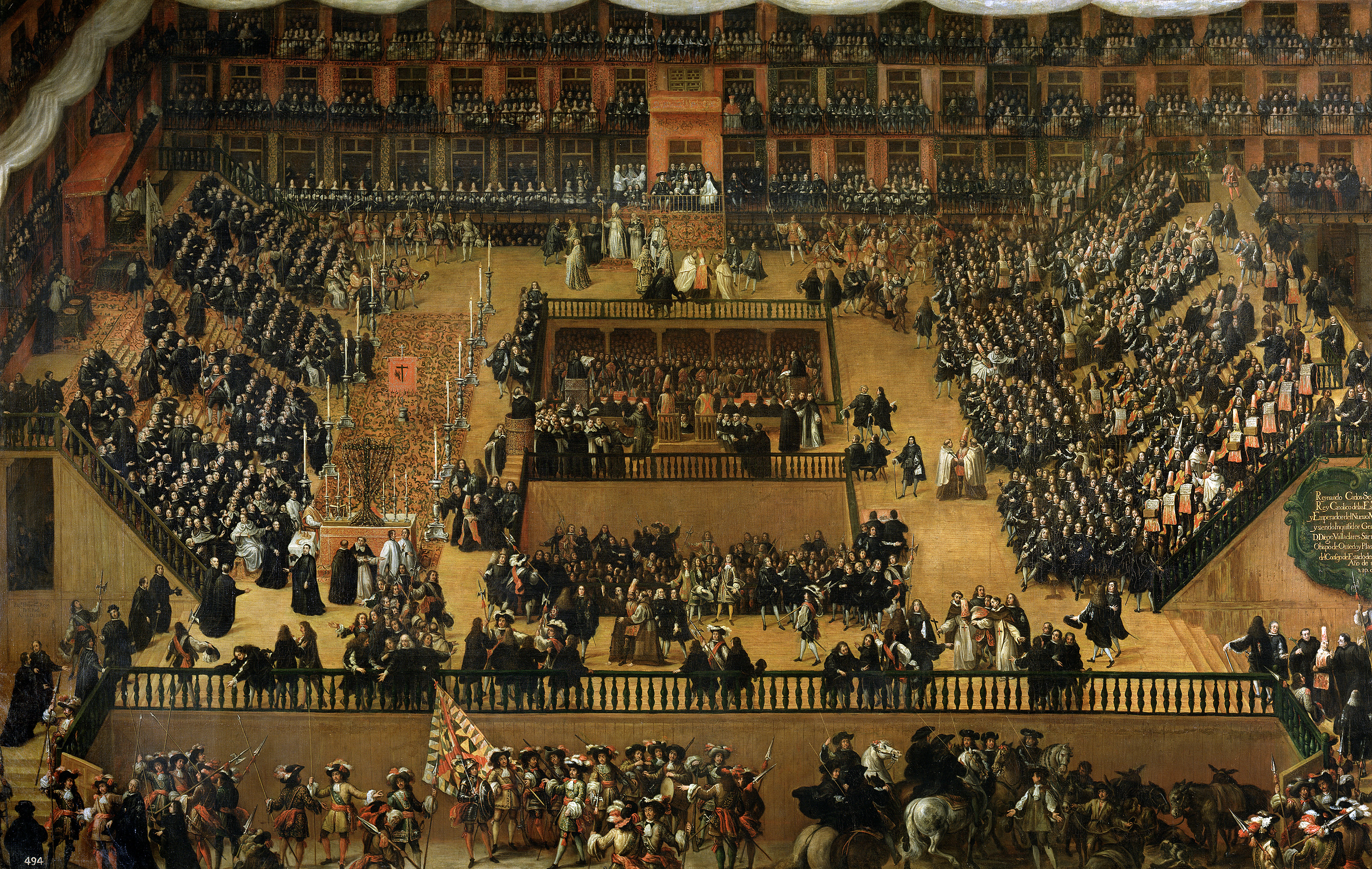
Francisco Rizi, Auto de fe en la plaza Mayor de Madrid, 1683, óleo sobre lienzo, 277 x 438 cm, Madrid, Museo del Prado.

El auto de fe era un acto público organizado por la Inquisición en el que los condenados por el tribunal abjuraban de sus pecados y mostraban su arrepentimiento —lo que hacía posible su reconciliación con la Iglesia católica—, para que sirviera de lección a todos los fieles que se habían congregado en la plaza pública o en la iglesia donde se celebraba (y a quienes se invitaba también a que proclamaran solemnemente su adhesión a la fe católica).
El mencionado era el sentido buscado del auto de fe, en el que los condenados a muerte por el tribunal eclesiástico —los relapsos (reincidentes)— eran relajados al brazo secular, es decir, entregados a la autoridad secular, que era la encargada de la ejecución de la sentencia de muerte, conduciendo a los reos al lugar donde iban a ser quemados —estrangulados previamente si eran penitentes, y quemados vivos si eran impenitentes, es decir, si no habían reconocido su herejía o no se arrepentían—.
El auto de fe que se realizaba discretamente en las dependencias de la Inquisición se llamaba autillo.

## Finalidad
El propósito de los procesos de la Inquisición no era salvar el alma de los condenados sino garantizar el bien público «extirpando» la herejía. De ahí que la lectura de las sentencias y de las abjuraciones tuviera que hacerse públicamente "para edificación de todos y también para inspirar miedo", como señalaba el jurista Francisco Peña en 1578 en su comentario del Manual del Inquisidor de Nicholas Eymerich. Así pues, era  imprescindible que el condenado afirmara ante el público congregado que había pecado y que se arrepentía, para que sirviera de lección a todos los que le escuchaban, y a quienes se invitaba también a que proclamaran solemnemente su fe. Esa era la finalidad del auto de fe.
Sin embargo, según Henry Kamen, "lo que comenzó como un acto religioso de penitencia y justicia acabó siendo una fiesta pública más o menos parecida a las corridas de toros o a los fuegos artificiales". "La gente acudía en tropel a verlos porque eran un espectáculo extraño, ajeno a su fe habitual, a sus prácticas religiosas, a la existencia cotidiana". A la popularidad de los autos de fe también contribuyó el prestigio que alcanzaron a partir de los autos de fe de 1559 porque asistió el rey —hasta entonces los reyes de la Monarquía Hispánica no habían participado, excepto en uno celebrado en Valencia en el que estuvo presente Carlos I—, y los cambios que introdujo la Inquisición a partir de esa fecha para aumentar su solemnidad y magnificencia con el fin de deslumbrar a los fieles.
Según el mismo Kamen, entre los extranjeros que visitaron España los autos de fe provocaron "asombro y repugnancia ante una práctica que era desconocida en el resto de Europa. El flamenco Jean Lhermite, quien asistió a un auto de fe en compañía de Felipe II, en Toledo en febrero de 1591, fue después a contemplar las ejecuciones, describiendo todo el asunto como un "espectáculo muy triste, desagradable de ver". No hay duda de que debía ser espantoso ver a clérigos presidiendo una ceremonia en la que se ejecutaba a los condenados, pero en realidad las ejecuciones públicas en otros países no diferían mucho de un auto de fe y, a veces, lo superaban en salvajismo".

## Historia
Los primeros autos de fe fueron obra de la inquisición pontificia medieval, bajo el nombre de Sermo Publicus o Sermo Generalis Fide -llamado así porque comenzaba con un sermón—, pero se realizaron solo en la región de Toulouse con motivo de la represión de la herejía cátara.

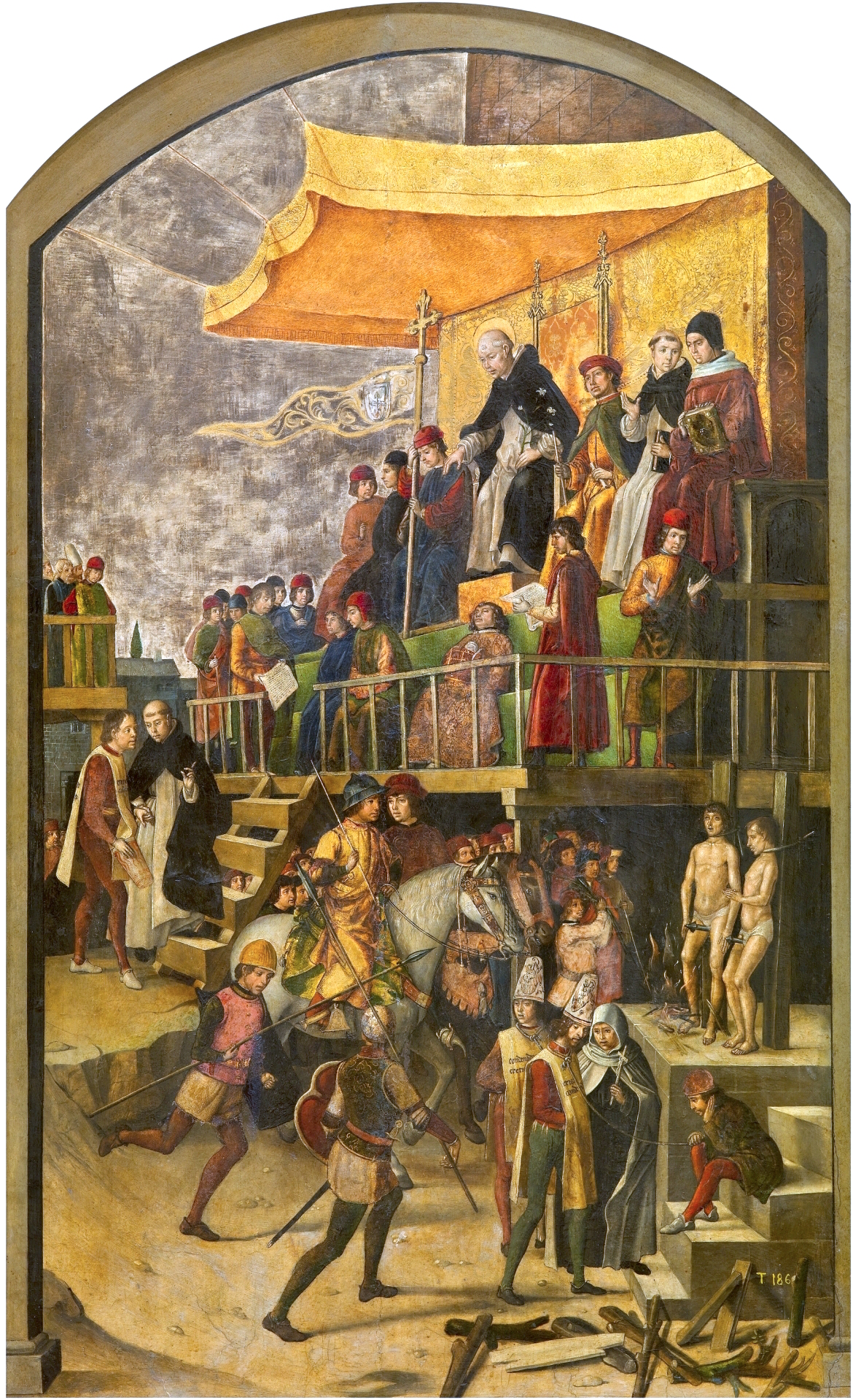
Auto de Fe presidido por Santo Domingo de Guzmán (c. 1500) de Pedro Berruguete (Museo del Prado. Según Joseph Pérez, "la composición (152x92 cm.) tiende a acentuar el dramatismo de la escena, puesto que el pintor representa la hoguera donde arden los condenados. Santo Domingo aparece de pie sobre una tribuna, rodeado de seis inquisidores, entre los que se encuentra un dominico y otro que lleva el estandarte del Santo Oficio; otros doce inquisidores completan el grupo; dos herejes... esperan su turno".

### Siglo XV
El primer auto de fe de la Inquisición española tuvo lugar en Sevilla el 6 de febrero de 1481, y en los primeros tiempos eran actos sobrios y austeros. "El público casi no asistía a los autos; en lugar de un elaborado ceremonial, había poco más que un simple rito religioso en el que se determinaban las penas para los herejes detenidos. La ceremonia ni siquiera se celebraba necesariamente en un día festivo, prueba de que no se contaba con la asistencia del público". Contamos con un relato del primer auto de fe celebrado en Toledo el domingo 12 de febrero de 1486, en el que se dice que 750 judeoconversos reconciliados salieron en procesión de la iglesia de San Pedro Mártir. "Con el gran frío que hazía, y la desonra y mengua que recebían por la gran gente que los mirava, porque vino mucha gente de las comarcas a los mirar, yvan dando muy grandes alaridos, y llorando algunos se mesavan; créense más por la desonra que recebían que no por la ofensa que a Dios hizieron". Cuando la procesión llegó a la "iglesia mayor" en la puerta "estavan dos capellanes, los quales fazían la señal de la cruz a cada uno en la frente, diziendo estas palabras: «Recibe la señal de la cruz, la qual negaste e mal engañado perdiste»". Dentro de la iglesia, "donde les dixeron misa y les predicaron", fueron llamados uno por uno leyéndose a continuación "todas las cosas en que avía judayzado". "E de que esto fue acabado, allí públicamente les dieron la penitencia".

### Los sucesos de Córdoba
En septiembre de 1499, fray Diego de Deza nombró como inquisidor de Córdoba a Diego Rodríguez de Lucero. Desde entonces, Lucero comenzó una indiscriminada persecución de falsos cristianos que llevó a la condena a personas de todas las clases sociales. Esto le ganó la antipatía del pueblo, de la nobleza y varios enemigos en el ámbito eclesiástico, pero desde su posición de poder sembró un régimen de terror con multitudinarios autos de fe. Así, en febrero de 1501 se celebró un auto en el que se ejecutó a 81 personas, y en mayo de 1502 a otras 27.

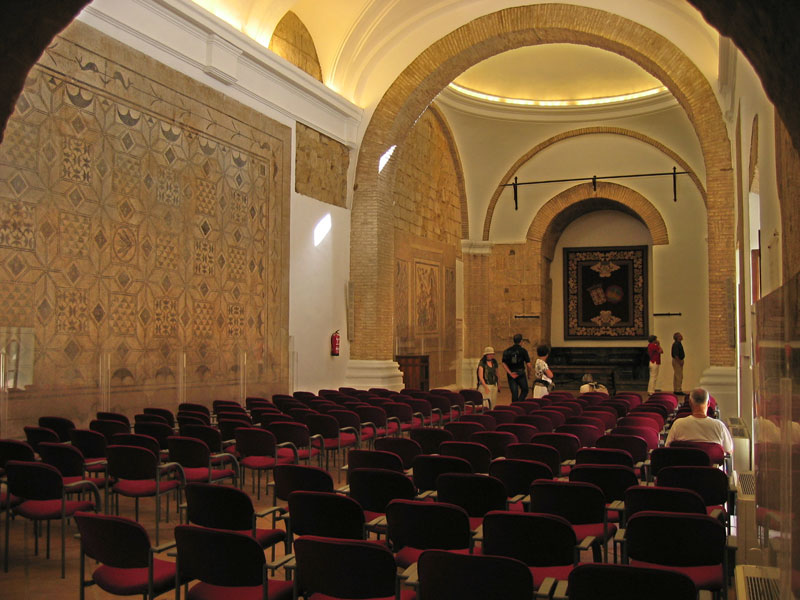
Salón de los Mosaicos del Alcázar de los Reyes Cristianos de Córdoba (España), donde antiguamente se localizaba el tribunal de la Inquisición que Lucero dirigía.

En diciembre de 1504 se celebró en las afueras de la ciudad uno de los más importantes autos de fe de la Inquisición, presidido por el temido inquisidor. Tras pasar por el tribunal 267 personas, fueron quemadas vivas 107, en una enorme pira visible desde varios centenares de metros de distancia. Tal fue la magnitud del evento, que se considera posiblemente el mayor auto de fe que nunca hubo. Sus actos le valieron el sobrenombre de Lucero el Tenebroso o el inspirado por Lucifer.
Finalmente, el pueblo enfurecido por la situación y arropado por los nobles, asaltó la prisión del Santo Oficio, situada en el Alcázar de los Reyes Cristianos, el 9 de noviembre de 1506, donde liberaron a 400 presos que se encontraban hacinados en las mazmorras. Aunque la intención era linchar a Lucero, este fue alertado unos minutos antes y escapó por una puerta trasera, huyendo a Sevilla a lomos de una mula.
El malestar social generado por los Sucesos de Córdoba originó un escándalo social y político que dio lugar a la Congregación General de 1508 en Burgos, una magna asamblea del reino en la que exigieron responsabilidades a Lucero y a otros inquisidores por sus irregularidades en los autos de fe de Córdoba. La asamblea catalogó de falsos a los testigos, restituyó honores a vivos y muertos, liberó a presos, ordenó reconstruir las casas que habían sido destruidas tras haber sido consideradas sinagogas encubiertas y eliminó las sentencias de los registros. De esta forma, se sentó una base de rigurosidad y fundamentación más sólida para los autos de fe en las décadas siguientes.

### Siglo XVI
A lo largo del siglo XVI los autos de fe fueron ganando en solemnidad y duración. A su difusión contribuyó el cuadro de Pedro Berruguete Auto de Fe presidido por Santo Domingo de Guzmán (c. 1500), que fue un encargo del inquisidor general Torquemada para el retablo del Convento de Santo Tomás de Ávila. Henry Kamen destaca que el cuadro es "totalmente inventado" y que es posible que sirviera de modelo para el nuevo ceremonial de los autos de fe establecido en las Instrucciones de 1561.

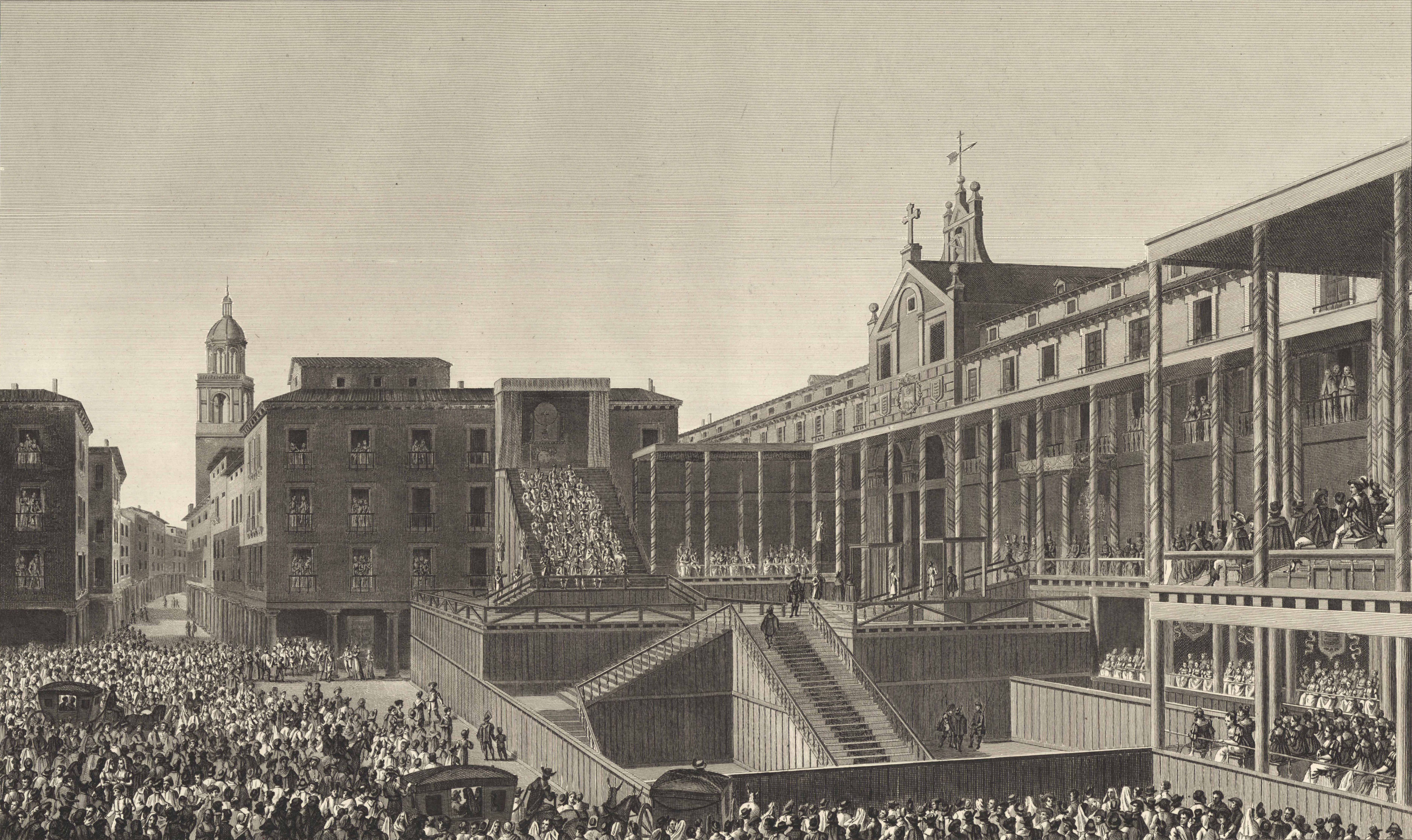
Auto de fe en Valladolid.

Dos de los actos de fe más célebres por su solemnidad fueron celebrados en la plaza Mayor de Valladolid los días 21 de mayo y 8 de octubre de 1559. En el primero de los dos fueron quemadas catorce personas, entre ellos Agustín y Francisco de Cazalla y Constanza de Vivero, y los huesos y estatua de otra más, y se reconciliaron dieciséis con penitencia. En el segundo, se quemó a trece personas, como Isabel, esposa de Carlos de Seso, Marina de Guevara, y los huesos de otra, y hubo también otros dieciséis penitenciados. Seguramente estos dos actos históricos inspiraron a Miguel Delibes el descrito en su novela El hereje. Otra referencia literaria la encontramos en la novela Auto de fe del autor búlgaro-austriaco-inglés, Elías Canetti, escrita en 1935, prohibida por los nazis y desconocida hasta los años 60 del siglo XX.
Los autos de fe de 1559 celebrados en Valladolid y en Sevilla para eliminar los focos protestantes que habían surgido en esas dos ciudades sirvieron de modelo para los posteriores, y así lo estipularon las Instrucciones dictadas en 1561 por el inquisidor general Fernando de Valdés.
La asistencia de las autoridades y de los funcionarios en el auto de fe se hará obligatoria a partir de 1598 bajo pena de excomunión. La Inquisición concede la presidencia del acto a un miembro de la alta nobleza y cuando se celebra en la Corte intentará que asista el rey. Fue lo que sucedió con los dos autos de fe celebrados en Valladolid en 1559 en los que fueron condenados los protestantes de la ciudad. Al primero asistió la regente Juana de Austria y al segundo el rey Felipe II, que acababa de volver de los Países Bajos. Al año siguiente el tribunal de Toledo organizó un auto de fe con ocasión del matrimonio de Felipe II con Isabel de Valois, y en 1564 se organizó otro en Barcelona con motivo de la visita del rey para celebrar las Cortes de Cataluña. Felipe II presidió otros autos de fe —en Lisboa en 1582 y en Toledo en 1591— ya que, según Joseph Pérez, "al parecer, le gustaban mucho estas ceremonias, y no por sadismo, como se ha dicho muchas veces —recordemos que los condenados a muerte son ejecutados después del auto de fe, y que las autoridades no asisten a la ejecución—, sino por pompa: procesión, misa, sermón...".

### SigloXVII

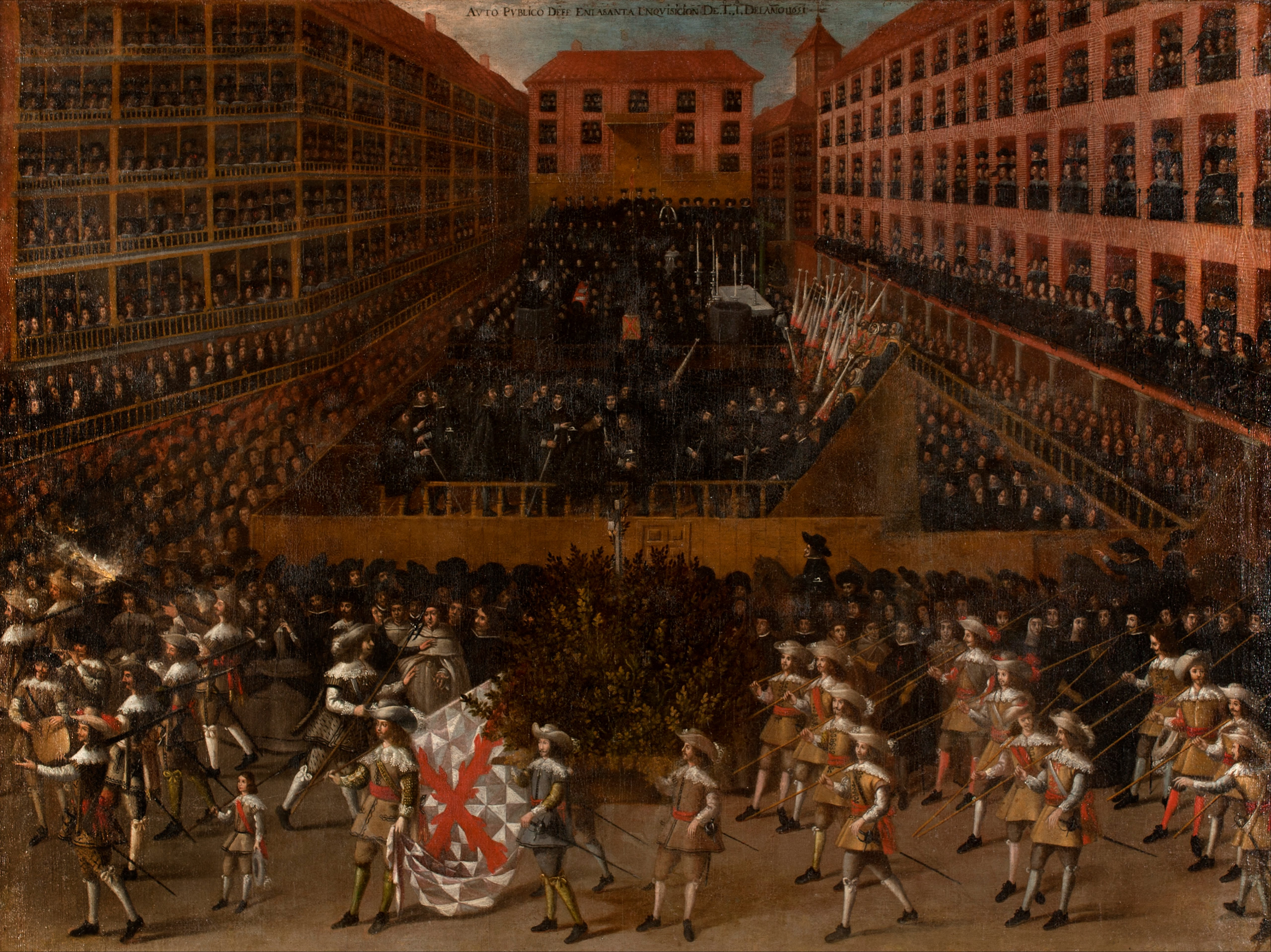
Auto de Fe en 1651. Museo del Greco, Toledo.

Felipe III también presidió algún auto de fe, como el que se celebró el 6 de marzo de 1600 en Toledo, y Felipe IV pidió que se realizara uno en la corte en 1632 para celebrar la curación de su esposa, Isabel de Borbón. Con el pretexto de la boda del rey Carlos II y María Luisa de Orleans, se celebró en Madrid en 1680 uno de los autos de fe más célebres debido al cuadro de Francisco Rizi y a la "Relación" del mismo escrita por José del Olmo, quien como familiar del Santo Oficio había sido uno de los organizadores de la ceremonia y de los diseñadores del estrado donde se sentaron las autoridades. El rey escogió la fecha, el 30 de junio, fiesta de San Pablo, "para destacar el gran triunfo de la fe católica y la derrota de la obstinación judía". En el siglo XVIII los autos de fe son cada vez más escasos y discretos, y el último al que asistió el rey se celebró en 1720, bajo Felipe V.
Una de las razones de la progresiva disminución del número de autos de fe fue que eran caros y la Inquisición, que no era tan rica como la gente creía, no siempre disponía de los fondos necesarios. El descenso ya se puede apreciar en el siglo XVII. Así, mientras en Sevilla en la segunda mitad del siglo XVI se celebraron al menos veintitrés autos de fe, en Madrid entre 1632 y 1680 no se celebró ninguno.

### El último auto de fe
En Portugal, el 1 de octubre de 1774, Sebastião José de Carvalho e Melo publicó un decreto que obligaba a que los veredictos del Santo Oficio necesitaran una sanción real, lo que en la práctica acababa con la Inquisición portuguesa. Ya no se organizaron en Portugal autos de fe.
Según Emilio La Parra y María Ángeles Casado, el último auto de fe general que se celebró en España tuvo lugar en Sevilla en 1781. La víctima fue María de los Dolores López, una mujer de baja condición social, acusada de fingir revelaciones divinas y de mantener relaciones sexuales con sus sucesivos confesores ("dormía con ellos en paños menores, estaba con mucha frecuencia en cueros, y después la azotaban ellos mismos porque así convenía para su salvación, bien que no constan que hubiesen actos completos", según relató un fraile conocedor del caso). Fue denunciada por uno de los confesores, que fue condenado por haber cometido el delito de solicitación. La mujer no se arrepintió de sus errores porque según ella "nada [de lo que había hecho] era pecado" y fue condenada a muerte. Tras la celebración del auto de fe, que duró doce horas y en el que la condenada compareció vestida con un sambenito y una coroza pintados con llamas y diablos, fue relajada al brazo secular para ser ejecutada. Se le aplicó el garrote vil y después el cadáver fue arrojado a una "gran hoguera".
Se suele afirmar que el último auto de fe fue el celebrado en Valencia en 1826, en el que el maestro de Ruzafa Cayetano Ripoll fue condenado a ser ejecutado en la horca y quemado después por hereje, pero en aquel momento la Inquisición no existía porque el rey Fernando VII no la había restablecido tras su abolición por los liberales durante el Trienio (1820-1823).

## Desarrollo

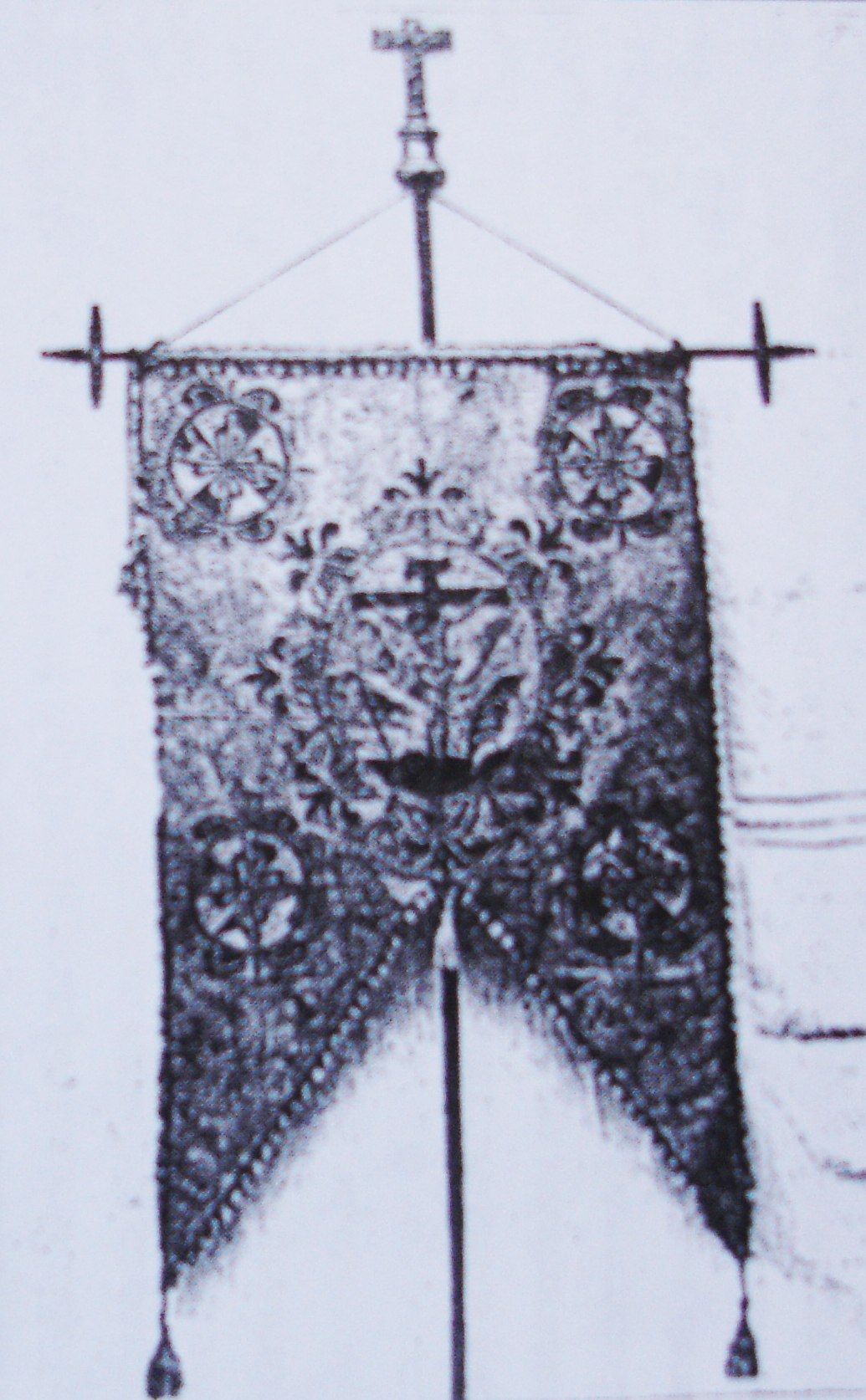
Estandarte de la Inquisición española que encabezaba la procesión de la Cruz Verde, que tenía lugar la víspera del auto de fe.

En las Instrucciones dictadas en 1561 por el inquisidor general Fernando de Valdés se decía:

Cuando se hayan terminado los procesos y se hayan establecido las sentencias, los inquisidores fijarán un día festivo para celebrar el auto de fe; se comunicará la fecha a los canónigos y a las autoridades municipales y, si se da el caso, al presidente y a los auditores del tribunal de justicia, para invitarles a asistir a la ceremonia. Los inquisidores procurarán que no empiece demasiado tarde, a fin de que la ejecución de los relajados puede llevarse a cabo de día y sin incidentes

Los autos de fe se realizaban en domingo o en día festivo, porque, según el Manual de inquisidores de Nicholas Eymerich, "conviene que una gran multitud asista al suplicio y a los tormentos de los culpables, a fin de que el temor les aparte del mal". "Es un espectáculo que llena de terror a los asistentes y una imagen terrorífica del Juicio Final. Pues bien, éste es el sentimiento que conviene inspirar". Por otro lado, "la presencia de los capítulos, de las iglesias y de los magistrados da mayor esplendor a la ceremonia".
Los preparativos comenzaban un mes antes de la fecha fijada porque había que construir el estrado en una plaza pública o en un templo, con bancos para los condenados para que pudieran ser vistos por la multitud, una tribuna para las autoridades, y gradas para los espectadores. También había que preparar los sambenitos que llevarían los condenados, las efigies de los que habían huido o habían muerto, los estandartes y las urnas que contenían las sentencias. Además había que disponer las colgaduras y en ocasiones los toldos para dar sombra a los asistentes. Todo ello suponía una suma importante de dinero, por lo que la Inquisición, cuyas finanzas nunca fueron muy boyantes, siempre tuvo dificultades para organizarlos, y no siempre pudo contar con la ayuda financiera de los municipios donde se celebraban. La consecuencia de todo ello fue que "con el tiempo, los autos de fe tendieran a hacerse cada vez más raros".
Unos días antes de su celebración se leía una proclama pública en la que se invitaba a la población a asistir al auto de fe. En el de Madrid de 1680 el pregonero leyó por las plazas y calles lo siguiente:

Se informa a los habitantes de Madrid, sede de la corte de Su Majestad, de que el Santo Oficio de la Inquisición de la villa y reino de Toledo celebrará un auto de fe público en la plaza Mayor, el domingo 30 de junio; con esta ocasión, el soberano pontífice concede gracias especiales e indulgencias a todos los que asistan.

A las dos de la tarde de la víspera comenzaba la procesión de la Cruz Verde acompañada del estandarte del Santo Oficio, que era llevado por una persona importante —en el auto de fe de 1680 fue portado por el duque de Medinaceli, "primer ministro" de Carlos II—. Detrás de él desfilaban los familiares, comisarios y notarios de la Inquisición, así como los representantes del clero regular y secular. El objeto de la procesión era llevar la Cruz Verde y el estandarte de la Inquisición al lugar donde al día siguiente se iba a celebrar el auto de fe. La cruz quedaba cubierta con un velo negro y "familiares y monjas velaban toda la noche, protegidos por un destacamento de soldados".

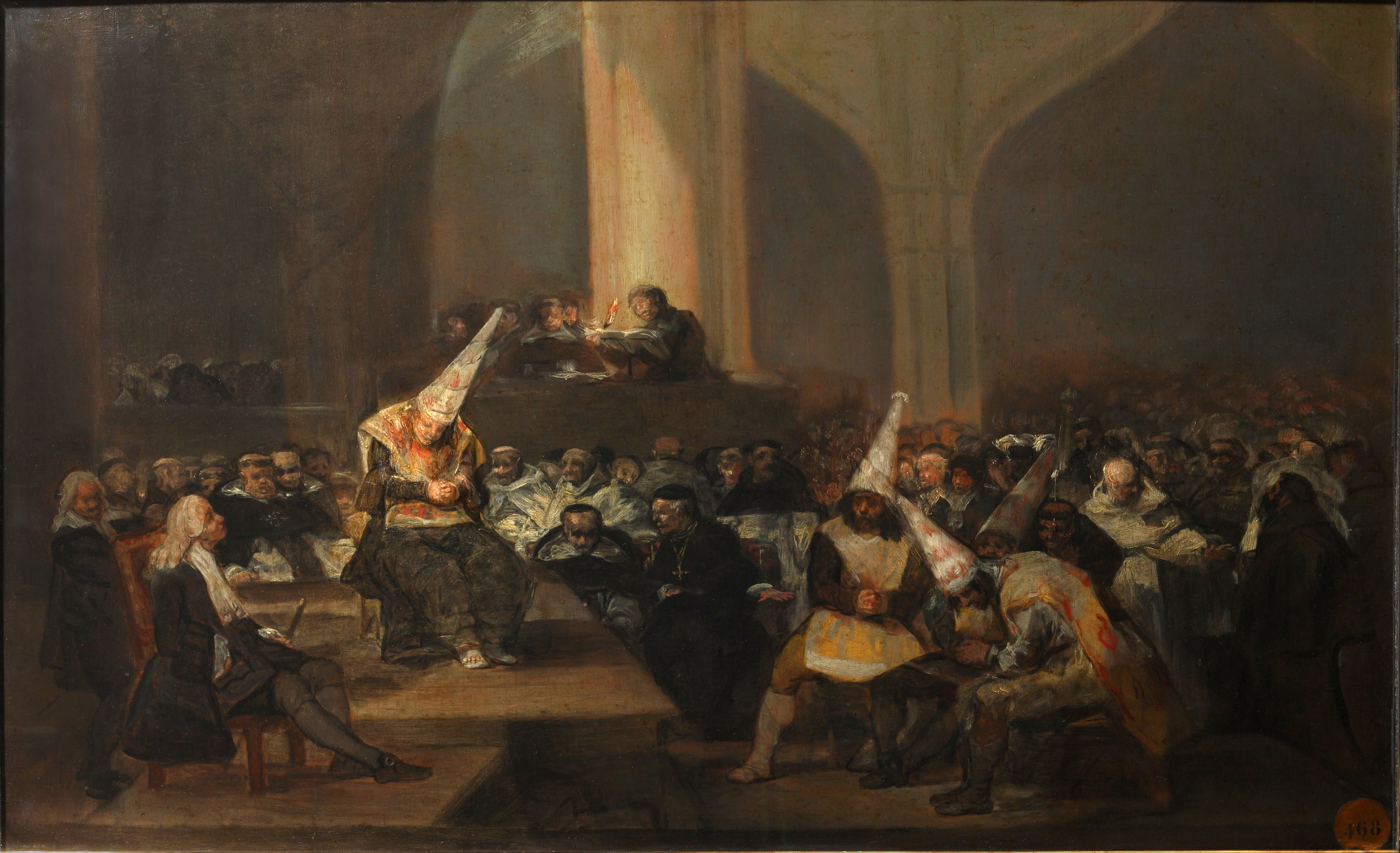
Escena de la Inquisición (1814-1816). "Goya presenta la escena de un autillo. Los condenados a muerte, así identificados por la corona con llamas hacia arriba que portan, escuchan la sentencia, leída por un fraile desde una tribuna o púlpito. La arquitectura de la sala evoca un edificio de siglos anteriores, tal vez la sede de un tribunal inquisitorial. El amplio espacio está ocupado por religiosos de distintas órdenes (se adivinan, sobre todo, los hábitos de franciscanos y dominicos y por un numeroso grupo de personas de las que no se sabe su sexo y condición social, salvo un grupo de mujeres ataviadas con mantilla situadas en un palco. En el centro, un inquisidor vestido de negro, adornado con una cruz, señala a los condenados sin mirarlos, dando a entender su profundo desprecio hacia ellos".

Al amanecer del día del auto de fe comenzaba la procesión de la Cruz Blanca, así llamada porque estaba encabezada por una cruz, llamada también de la zarza, que contenía a modo de símbolo unos pedazos de leña que se iban a utilizar en la hoguera donde arderían los condenados a muerte. Detrás de la Cruz Blanca, iba el clero, seguido por las efigies ["imágenes de cartón de tamaño natural", según un relato de la época] de los condenados huidos o muertos antes de ser juzgados —"cuyos huesos eran asimismo traídos en baúles, en las que habían pintadas llamas", según el relato del auto de 1680— y por los condenados portando un cirio en la mano, tocados con una coroza o capirote y vestidos con los sambenitos que indicaban el tipo de delito y la condena.
Al igual que en una representación teatral, el cortejo que se formaba para llegar hasta el lugar de celebración del auto de fe tenía sus normas en cuanto al orden y distribución de los participantes. Los reos eran conducidos de madrugada desde la prisión de la Inquisición hasta la capilla del Santo Oficio de donde salía formada toda la procesión. La cruz iba a la cabeza de la comitiva enarbolada por el fiscal del tribunal, que solía marchar a caballo. Detrás de él, a pie, caminaban los reos reconciliados portando cirios en señal de penitencia. A continuación iban los frailes dominicos precediendo a los reos relajados, es decir, a los condenados a muerte. Estos reos iban vestidos con una especie de casulla llamada sambenito, pintada con escenas del infierno, con terribles llamas y figuras de condenados. En la cabeza soportaban la coroza o capirote, una especie de cucurucho también pintado con símbolos infernales, generalmente hecho de cartón, que resultaba grotesco y humillante. Tras ellos iban los llamados familiares de la Inquisición, que en algunos escritos figuran como "los ojos", y cerraban el cortejo, primero los lanceros a caballo (u otra delegación militar) y después los representantes de las comunidades religiosas existentes en la ciudad.

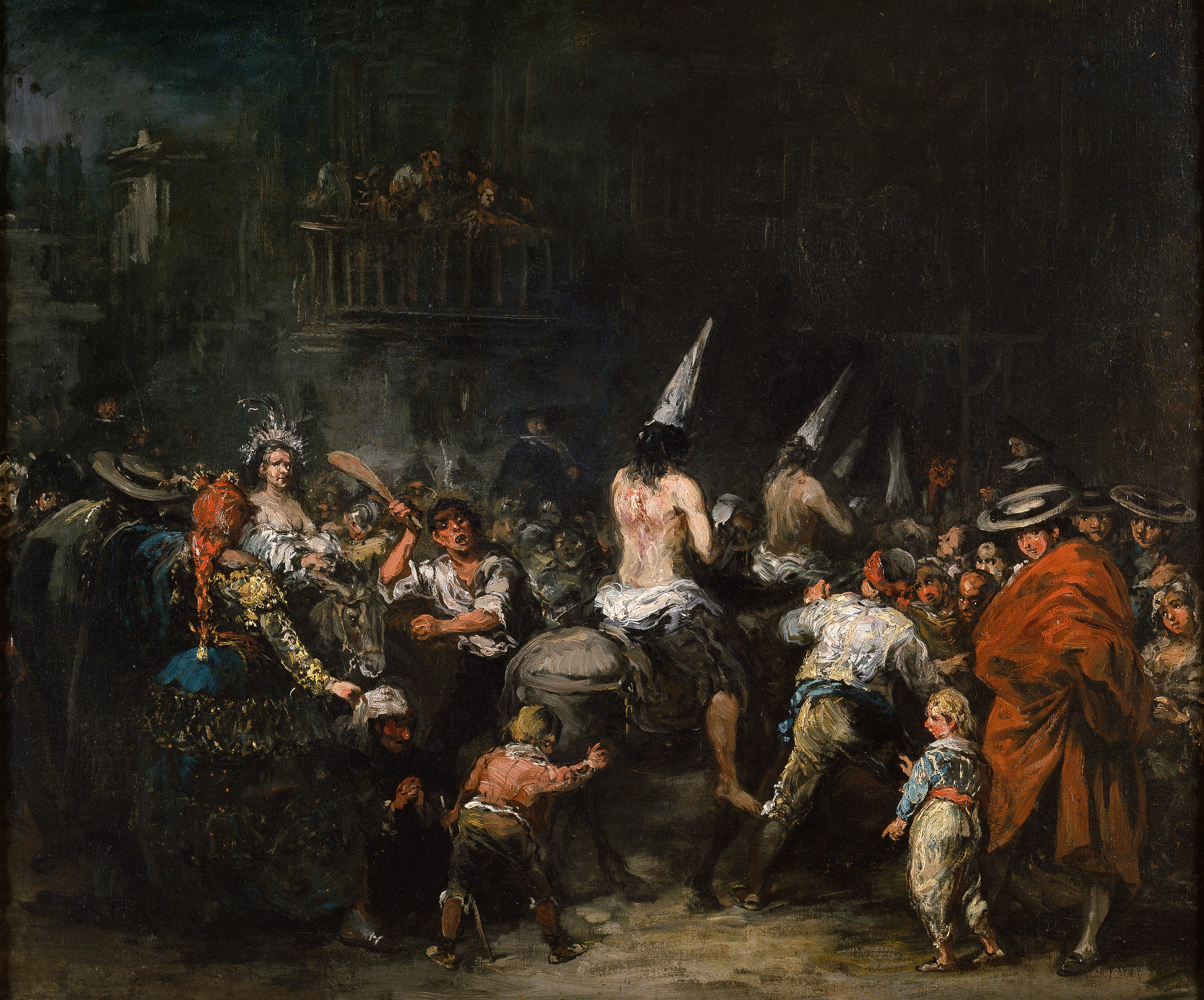
"Condenados por la Inquisición", de Eugenio Lucas (siglo, Museo del Prado). "La Inquisición generalmente condenaba al culpable a ser "azotado mientras recorría las calles", en cuyo caso (si se trataba de un varón) tenía que aparecer desnudo hasta la cintura, a menudo montado sobre un asno para que sufriera una mayor deshonra, siendo debidamente azotado por el verdugo con el número señalado de latigazos. Durante este recorrido por las calles, los transeúntes y los chiquillos mostraban su odio por la herejía tirando piedras a la víctima.

En cuanto la procesión de la Cruz Blanca llegaba a la plaza pública o al templo donde iba a tener lugar el auto de fe, y los condenados, los inquisidores y las autoridades ocupaban los asientos que tenían reservados, comenzaba el acto con un sermón de un predicador dedicado a exaltar la fe y atacar a la herejía. En el mismo también se exhortaba a los condenados impenitentes a que se arrepintieran antes de morir quemados vivos —si lo hacían serían ejecutados a garrote vil antes de ser llevados a la hoguera— ya que "a los inquisidores les preocupaba mucho obtener la conversión de todos los condenados: nadie debía morir sin haberse confesado y haber recibido la eucaristía", recuerda Joseph Pérez. Con estos impenitentes se tomaban precauciones especiales para que no pudieran dirigirse al público y era frecuente que comparecieran amordazados.
Tras el sermón se leían las sentencias. Cada condenado se adelantaba para escuchar la suya y si se trataba de un reconciliado abjuraba públicamente de sus errores y prometía no volverlos a cometer. En esa ocasión un inquisidor le preguntaba sobre los dogmas católicos, y él, junto con el público, contestaba: «Sí, creo». A continuación se cantaban varios himnos religiosos —Miserere mei, Veni Creator— y se rezaban oraciones, procediéndose después a descubrir la Cruz Verde que desde el día anterior había permanecido cubierta con un paño negro. Finalmente el inquisidor absolvía a los reconciliados y relajaba al brazo secular a los condenados a muerte para que se pronunciara la sentencia y se ejecutara.
El auto de fe duraba varias horas y podía alargarse durante todo el día, sobre todo si se cerraba con la celebración de una misa solemne. Hubo algún caso en que tuvo que suspenderse en la noche del domingo y reanudarse el lunes siguiente.
"Al día siguiente, se ejecutaban las penas pronunciadas contra los reconciliados: latigazos, desfile por las calles principales para ser expuestos a la vista de todos; los que habían sido condenados a penas de prisión eran conducidos a sus celdas".

### Un ejemplo: el auto de fe de las «brujas de Zugarramurdi» (Logroño, 1610)
El domingo 7 de noviembre de 1610 se había congregado en la ciudad de Logroño "gran multitud de gente" venida también de Francia para asistir al acontecimiento —se calcula que estuvieron presentes treinta mil personas—. El auto de fe se inició con una procesión encabezada por el pendón del Santo Oficio al que seguían mil familiares, comisarios y notarios de la Inquisición —que lucían pendientes de oro y cruces en el pecho— y varios cientos de miembros de las órdenes religiosas. A continuación iba la Santa Cruz verde, insignia de la Inquisición, que fue plantada en lo más alto de un gran cadalso. Aparecieron después veintiún penitentes con un cirio en la mano —y seis de ellos con una soga en la garganta para indicar que habían de ser azotados— y veintiuna personas con sambenitos y grandes corozas con aspas, velas y sogas, lo que indicaba que eran reconciliados. A continuación salieron cinco personas portando estatuas de difuntos con sambenitos de relajados, acompañadas de cinco ataúdes que contenían sus huesos desenterrados —se trataba de dos mujeres y dos hombres que se habían negado a reconocer que eran brujas y brujos, y de otra que sí lo había hecho pero que sería quemada por ser una de las instigadoras de la secta-. Seguidamente, aparecieron cuatro mujeres y dos hombres, también con los sambenitos de relajados, que iban a ser entregados al brazo secular para que fueran quemados vivos porque se habían negado a admitir que eran brujas y brujos. Cerraban el cortejo cuatro secretarios de la Inquisición a caballo acompañados de un burro que portaba un cofre guarnecido de terciopelo que guardaba las sentencias, y los tres inquisidores del tribunal de Logroño, también a caballo. Una vez aposentados en el cadalso los acusados y enfrente los inquisidores, con el estado eclesiástico a su derecha y las autoridades civiles a su izquierda, un inquisidor dominico predicó el sermón y a continuación comenzó la lectura de las sentencias por los secretarios inquisitoriales. La lectura duró tanto que el auto de fe tuvo que alargarse al lunes 8 de noviembre.

## Clases de autos de fe

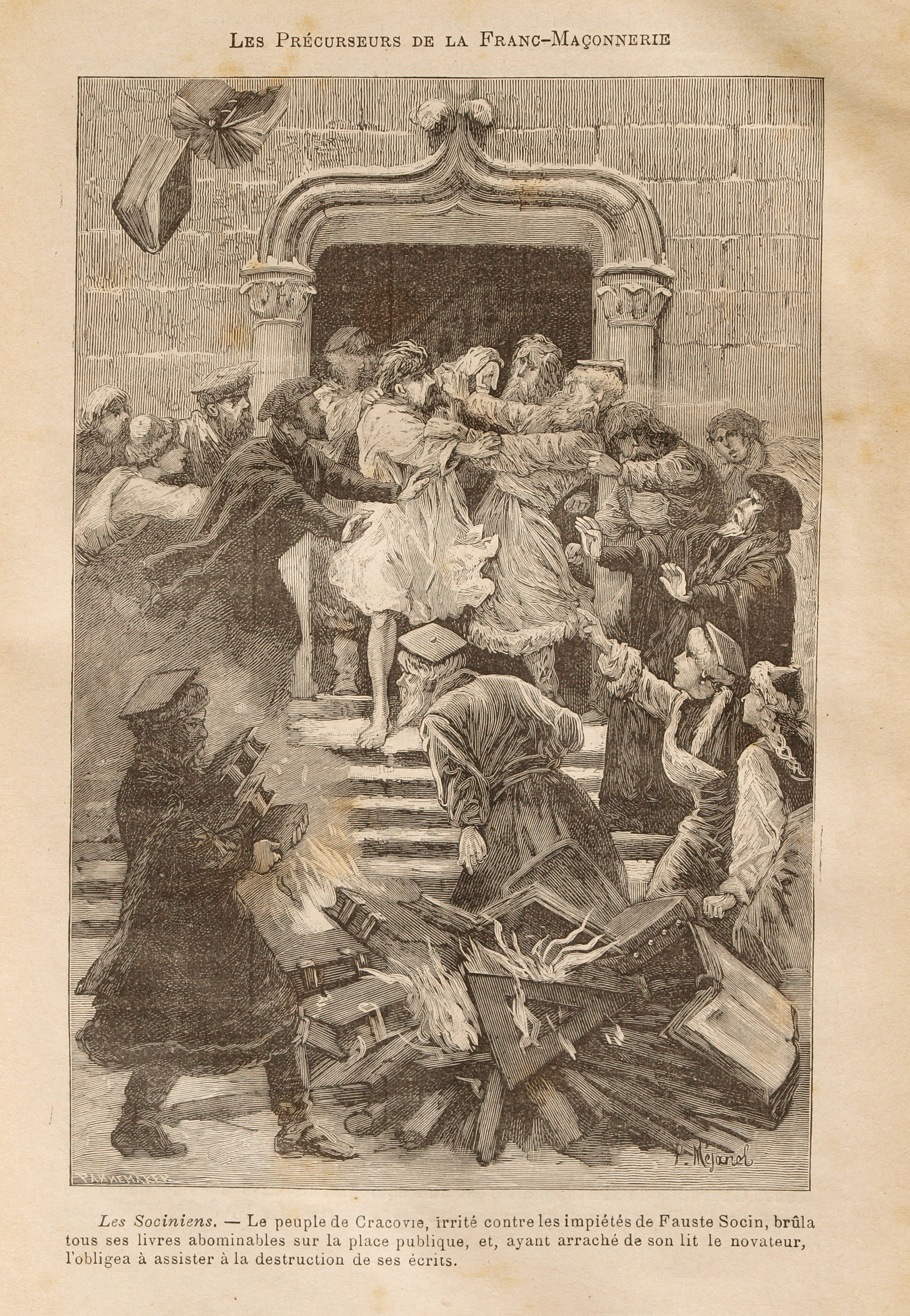
Fausto Socino forzado de asistir al auto de fe de sus libros en Cracovia, dibujo de Pierre Méjanel.

Se distinguen los siguientes tipos de autos de fe:
- Auto de fe general: es el que se celebraba con gran número de reos de todas clases (impenitentes o penitentes relapsos, confitentes arrepentidos y penitenciados, etc.)
- Auto de fe especial: es el que se celebraba con algunos reos sin el aparato ni la solemnidad del auto de fe general, por lo que no concurrían las autoridades y corporaciones sino solo el Santo Oficio y el juez real ordinario en caso de haber algún relajado.
- Auto de fe singular: es el que se celebraba con un solo reo, sea en el templo sea en la plaza pública según las circunstancias.
- Autillo: es el auto de fe que se celebraba dentro de las salas del tribunal de la Inquisición. Podía ser a puertas abiertas para que concurrieran los que quisieran y cupieran en la sala o a puertas cerradas no entrando sino las personas autorizadas para ello. En este segundo caso era a veces con número fijo de personas de fuera del tribunal y las designaba el inquisidor decano, o con ministros del secreto y entonces solo asistían los secretarios.[31]